# Jarosław Kidawa
Jarosław „Jasiu” Kidawa (ur. 20 grudnia 1969 we Wrocławiu) – gitarzysta, kompozytor, realizator i producent muzyczny współpracujący z wieloma znanymi artystami z kręgu polskiej muzyki popularnej i rockowej. W 1991 założył zespół Mancu we Wrocławiu, który zawiesił działalność w 1994 r. Prowadzi własne studio nagrań „Kidawa-Studio” w Warszawie. Również w 1991 roku na krótko związał się z formacją Closterkeller. Od lipca 2004 roku jest gitarzystą zespołu KSU. Od 2007 do 2009 był gitarzystą w zespole Małgorzaty Ostrowskiej. Od 2009 roku występuje na koncertach grupy Feel jako gitarzysta.

## Dyskografia
- KSU – Dwa Narody – realizacja, produkcja, mix, mastering
- Lemon – realizacja, gitary, produkcja, mix, mastering
- The Dreamers – Fight for Love (2012) – produkcja, realizacja, miksowanie
- Anita Lipnicka – Moje oczy są zielone (2000) – gitary, miksowanie
- Defekt Muzgó – Przemoc (1995) – realizacja
- Defekt Muzgó – Defekt Muzgó (1996) – realizacja
- Feel – Feel (2007) – produkcja, gitary, realizacja, miksowanie
- Feel – Feel 2 – produkcja, realizacja, miksowanie, gitary, aranże, kompozycje
- Freak of Nature – Fabryka zła (2008) – produkcja, miksowanie
- Aneta Figiel – Obejmij mnie – muzyka, gitary
- Gigers – Rycerz Świata (2006) – realizacja, miksowanie, mastering
- Gutierez – Rodeo Love – produkcja, realizacja, miksowanie
- Kasia Kowalska – Antepenultimate (2008) – realizacja, miksowanie
- Kindla – Niezwykły (2006) – produkcja, realizacja, miksowanie
- KSU – Moje Bieszczady (1993) – gitara solowa, realizacja, produkcja
- KSU – Na 15-lecie! (1994) – gitara solowa, realizacja, produkcja
- KSU – Bez Prądu (1995) – gitara solowa, gitara akustyczna, realizacja, produkcja
- KSU – Ludzie bez twarzy (2002) – gitara solowa, gitara akustyczna, realizacja, produkcja
- KSU – Kto cię obroni Polsko… (2004) – produkcja, realizacja, miksowanie, gitara solowa
- KSU – Nasze słowa (2005) – produkcja, realizacja, miksowanie, mastering, gitara solowa
- KSU – XXX-lecie, Akustycznie (2008) – produkcja, realizacja, miksowanie, mastering, gitary
- KURA – Silence de Volaie (1998) – realizacja
- Makowiecki Band – Makowiecki Band (2002) – kompozycje, gitary, realizacja, produkcja, miksowanie
- Małgorzata Ostrowska – Słowa (2007) – kompozycje, gitary, produkcja, realizacja, miksowanie
- Marek Kościkiewicz – Moment – realizacja, miksowanie
- Maryla Rodowicz – Bar przed zakrętem – realizacja, miksowanie
- Michał Wiśniewski – La Revolucion (2013) – gitary, realizacja, produkcja, miksowanie
- Paranormal – Paranormal – realizacja, miksowanie, mastering
- Partia – Partia (1998) – produkcja
- Pectus – PECTUS (2008) – realizacja wokali, produkcja, miksowanie
- Renata Dąbkowska – Jedna na cały świat – kompozycje, gitary, realizacja, miksowanie, produkcja
- Sami – Sami (2000) – produkcja, realizacja, miksowanie
- Sex Bomba – Newyorksyty (2005) – realizacja, produkcja, gitara solowa w utworze „Newyorksyty"
- Totentanz – Nieból – produkcja, realizacja, gitary, miksowanie
- Wanda i Banda – Z miłości do strun – produkcja, realizacja, kompozycje, gitary, miksowanie
- Video – Video gra (2008) – produkcja, realizacja, miksowanie, gościnnie gitary
- Wilki – 4 – gitara, produkcja, realizacja, miksowanie
- Wilki – Watra – produkcja, realizacja, miksowanie
- Wilki – Obrazki – produkcja, realizacja, miksowanie
- Żywioły – Żywioły (2006) – realizacja, miksowanie